# チョ・オユー
チョ・オユー（ネパール語: चोयु; チベット語: ཇོ་བོ་དབུ་ཡ; ワイリー方式：jo-bo-dbu-yag; 中国語: 卓奥友峰）は、ネパールと中国チベット自治区にまたがるヒマラヤ山脈の山。標高は8201 mで世界第6位。チョー・オユーとも表記される。シェルパ語で「トルコ石の女神」の意味。

## 概要
全部で14座ある8000 m峰の中では最も登りやすい山とされ、多くの公募隊が組まれている。エベレストの前哨戦として選ばれることの多い山でもある。ただし登りやすいといっても、それはノーマルルート（北西稜）のことであって、南西壁は標高差2000 mの大岩壁となっており、技術の卓越した登山家のみが選択するルートとなっている。他の8000m峰に比べると山頂が広く、最高地点が不明瞭なため、背景にエベレストとローツェが写りこむように撮影することが登頂の証明として好まれている。
初登頂はエベレストが登られた1年後の1954年である。この登頂で特筆すべきなのは、隊員3人、シェルパ7人、隊荷の総重量1トンという、当時としては少人数・軽装備であること。そして8000m峰としては唯一、秋に初登頂されたことである。

## 登頂史
1954年の初登頂は、ネパールからナンパ・ラ経由でチベットに不法越境して行われた。当時、ナンパ・ラを越える通商はよく行われており、違法だったが黙認されていた。その後も、ナンパ・ラを経由した無許可登山は繰り返し行われた。中国が正式に登山許可を出し、規制を強化したのは1987年になってからである。ネパールがチョ・オユー登山を解禁したのも遅く、1981年になってからである。その後、登りやすい8000 m峰という評判が広がったため登山者が急増した。2012年3月時点での登頂者数は延べ3138人で、8000 m峰の中ではエベレストに次いで2番目に多い。
- 1954年10月19日 - （初登頂） - J.ヨヒラー、パサン・ダワ・ラマ、H.ティッヒー。無酸素。
- 1978年 - エドゥアルト・コプルミュラーとアイロス・フルトナーが南東壁初登頂、アルパインスタイル。無許可登山のためネパール入国禁止処分となる。登頂自体も一部で疑問視されている。
- 1983年 - ラインホルト・メスナーら3人が西稜からアルパインスタイルで登頂。
- 1985年2月12日- （冬季初登頂） - マチェイ・ベルベカ、マチェイ・パフリコスキ、（二次隊　アンジェイ・ハインリフ、イェジ・ククチカ 2月15日登頂）。
- 1988年2月6日 - （冬季単独初登頂） - フェルナンド・ガリド。8000メートル峰初の冬季単独登頂。
- 1987年9月21日 - 高橋和之が山頂からパラグライダーで下山。5200 m地点に着地。当時、地上からのパラグライダー飛行の高度記録となる。
- 1990年 - （南西壁初登頂） - ヴォイテク・クルティカ、ジャン・トロワイエ、エアハルト・ロレタン、アルパインスタイルで1日で登頂。
- 1993年2月10日 - （冬季女性初登頂） - マリアンヌ・シャピュイザ。女性初の冬季8000メートル峰登頂。
- 1994年 - カルロス・カルソリオ　ベースキャンプから18時間45分の最速登頂記録
  - 9月22日 - （南西壁単独初登頂） - 山野井泰史
  - 9月24日 - （南西壁登頂･無酸素） - 長尾妙子、遠藤由加
- 2004年9月27日 - マーク・イングリスが両足義足により登頂。
- 2006年10月2日 - パヴレ・コジェック（英語版）が南西壁新ルートを単独登頂。コジェックは中国武装警察隊によるナンパ・ラ銃撃事件を目撃し、帰国後に証拠写真を公開、この事件が知られるきっかけとなった[5]。